# Ã
Das Ã, Minuskel ã, ist ein Buchstabe des lateinischen Schriftsystems, bestehend aus einem A mit Tilde.
Der Kleinbuchstabe ã wird in der portugiesischen Sprache zur Kennzeichnung des nasal gesprochenen Lautes /ɐ̃/ verwendet. Am häufigsten tritt er in der Wortendung -ção auf wie zum Beispiel in canção (Lied), bênção (Segen) oder alteração (Änderung). Er kann aber auch in anderen Buchstabenkombinationen vorkommen wie zum Beispiel in pistão (Kolben), cão (Hund) oder mão (Hand). Am Wortanfang kommt der Buchstabe nicht vor. Der Großbuchstabe  Ã wird nur dann verwendet, wenn ein Wort komplett groß geschrieben wird.
Das Zeichen findet auch in anderen Sprachen Verwendung, so etwa im Guaraní-Alphabet, im Vietnamesischen und Kaschubischen.
Im Internationalen Phonetischen Alphabet steht [⁠ã⁠] für den nasalierten ungerundeten offenen Vorderzungenvokal.

## Darstellung auf dem Computer
Auf der (portugiesischen) Tastatur gibt es keine eigene Taste für diesen Buchstaben. Man muss folgende Tasten drücken, um Ã bzw. ã zu erzeugen:

1. ⇧+A für Ã und a für ã

In Unicode gibt man Folgendes ein:

Alt+0195 für Ã und

Alt+0227 für ã.
In HTML gibt es die benannten Zeichen &Atilde; für das große Ã und &atilde; für das kleine ã.
In TeX kann man mit \~A bzw. \~a das A mit Tilde im Textmodus bilden; im mathematischen Modus gelten die Befehle \tilde{A} bzw. \tilde{a}.
Unter Mac OS X wird der Kleinbuchstabe erzeugt, indem man die  Wahltaste (auch mit Alt beschriftet) und n drückt, gefolgt von a (ohne Wahltaste). Zum Schreiben des Großbuchstabens wird vorher die Feststelltaste gedrückt.
Zudem erscheint das Zeichen, wenn ein UTF-8-kodierter Text mit deutschen Sonderzeichen versehentlich mit der Kodierung ISO 8859-15 bzw. ISO 8859-1 interpretiert wurde.

## Alphabetische Sortierung
Im Finnischen, Kvenischen und Schwedischen wird das Ã alphabetisch identisch mit dem Ä einsortiert, welches zwischen Å und Ö der 28. Buchstabe ist.